# 片桐松川
片桐松川（かたぎりまつかわ）は、長野県下伊那郡の主に松川町を流れる天竜川水系の一級河川。単に松川（まつかわ）と呼ばれることもある。

## 地理
中央アルプス（木曽山脈）の念丈岳（標高 2,291m）に源を発する。松川湖（片桐ダム湖）を経て天竜川の形成する河岸段丘を横切るようにして東に流れ、松川町上新井地先で天竜川へ合流する。
河川勾配が16分の1と急流である上、流出した土砂が河床を上昇させ毎年のように水害をもたらしていたことから、長野県は治水のため上流の松川町上片桐に片桐ダムを建設、1989年に完成させている。

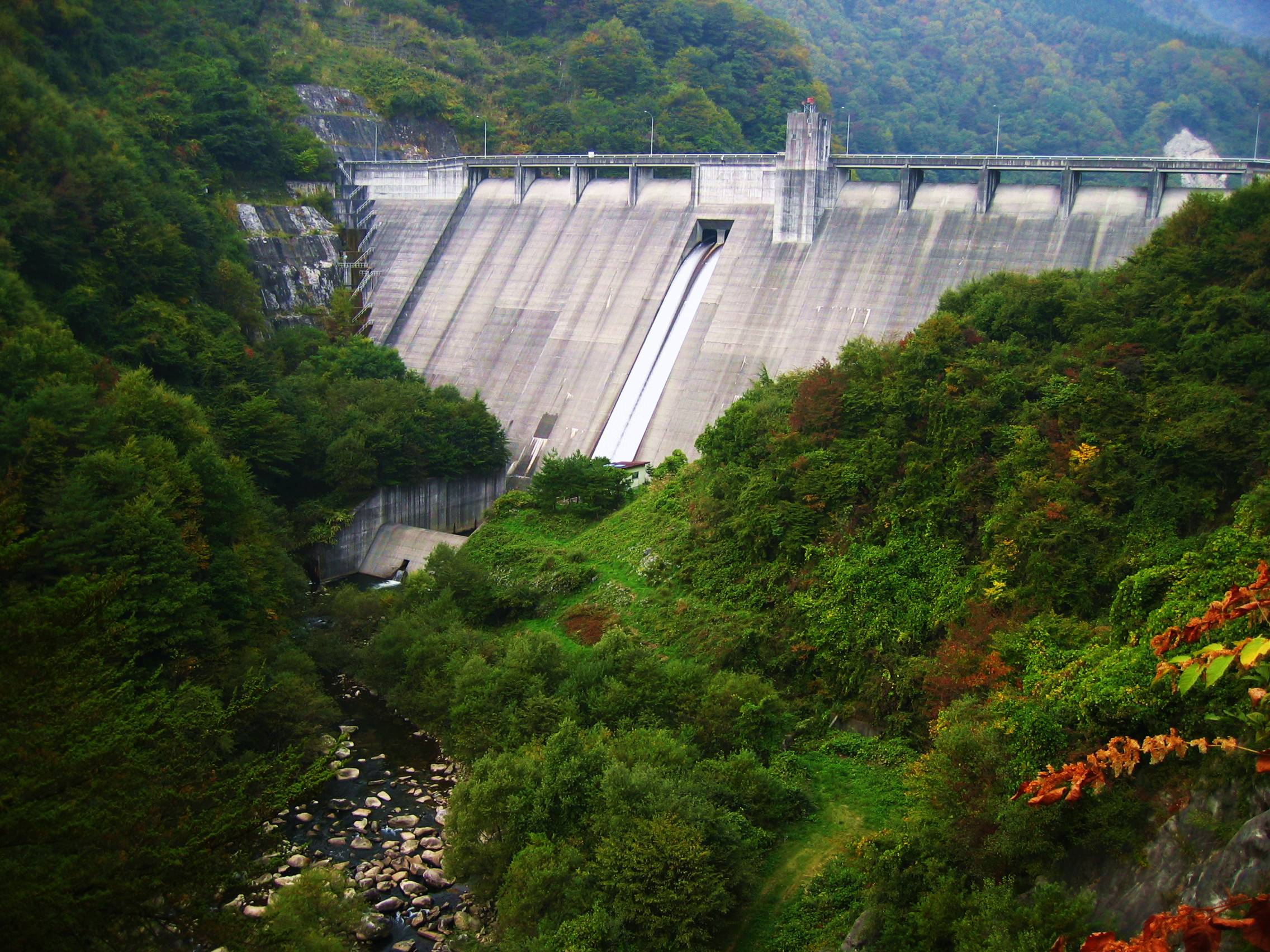
片桐ダム
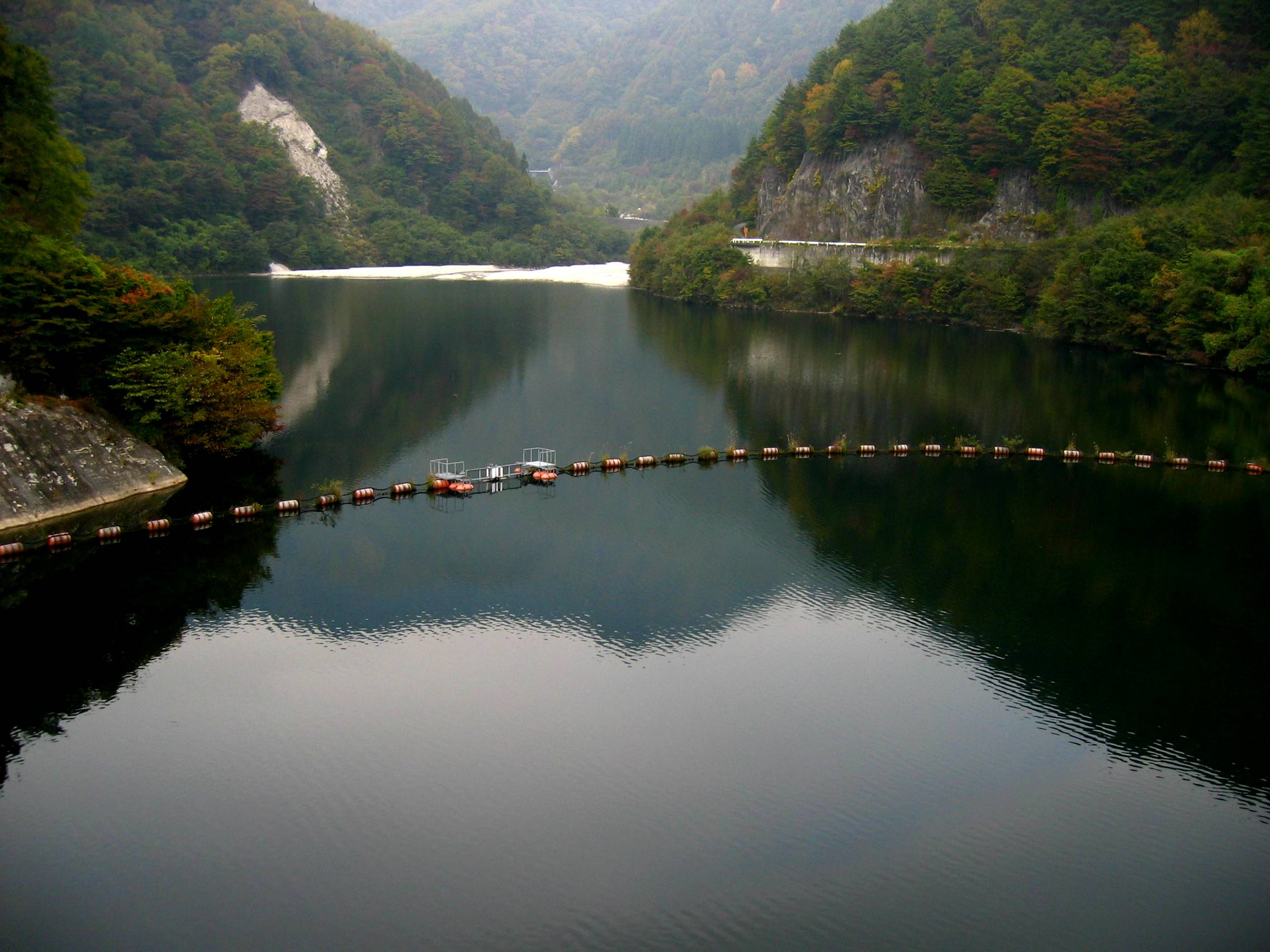
松川湖

## 支流
- ムヅカシ沢川
- 大横沢川
- 小横沢川

## 流域の自治体
長野県
下伊那郡飯島町、松川町